# Grandmesnil
Die Grentemesnil – oder in der modernen Form: Grandmesnil – waren eine Familie des anglonormannischen Adels, die aus dem Département Calvados stammt, und nach der Eroberung Englands 1066 auf die britische Insel übersiedelte, als Hugues de Grentemesnil in Leicestershire eine Hundertschaft von Landgütern geschenkt bekam.

## Stammliste
1. Robert de Grentemesnil (Grandmesnil) (X 18. Juni 1036); ⚭ Havois de Saint-Céneri, Tochter von Giroie, Herr von Échauffour und Montreuil-l’Argillé, und Gisele de Montfort-sur-Risle, sie heiratete in zweiter Ehe vor 1037 Guillaume d’Évreux aus der Linie der Grafen von Évreux der Rolloniden
  1. Hugues de Grandmesnil (Grentemesnil) (* um 1025, † 22. Februar 1098 als Mönch) gründet 1050 die Abtei Saint-Évroult neu (sie hieß früher Abbaye d'Ouche), kämpft 1066 in der Schlacht von Hastings, Gouverneur von Winchester, begraben in Saint-Evroult; ⚭ Adelise (Aelis) de Beaumont-sur-Oise, † 11. Juli 1091 in Rouen, Tochter des Grafen Ivo III., begraben in der Abtei Saint-Évroult (Haus Beaumont-sur-Oise)
    1. Robert de Grentemesnil (1088 bezeugt, † 1. Juni 1136) begraben in Saint-Évroult; ⚭ I Agnes de Bayeux, Tochter des Ranulph Vizegraf von Bayeux, begraben in Saint-Evroult; ⚭ II Emma d'Estouteville, Tochter von Robert II., Seigneur d'Estouteville (Haus Estouteville), Witwe von Errand Sire d’Harcourt, begraben in Saint-Evroult; ⚭ III Lucie, Tochter von Savari aus der Familie der Vizegrafen von Beaumont-au-Maine
      1. Hugues, 1177 bezeugt, wohl Seneschall von England
        1. Pétronille (Pernel) († 1. April 1212); ⚭ vor 1155/59 Robert de Beaumont, 3. Earl of Leicester, Truchsess (Steward) von England und Normandie, † 1190 in Durazzo

      2. Agnes; ⚭ Robert de Moulins

    2. Guillaume, 1081 in Apulien, 1081/1130 bezeugt; ⚭ wohl I Agatha, † 3. Oktober …; ⚭ wohl II nach 1088 Mabilie de Hauteville, Herrin von Crotone, Tochter von Robert Guiscard, Herzog von Apulien und Kalabrien
    3. Hugues, 1088 bezeugt, † jung, begraben in Saint-Evroult
    4. Yves († auf dem Kreuzzug wohl nach 1102), 1088 bezeugt, Besitzer der Hälfte der Güter in Leicestershire, nimmt 1096 das Kreuz; ⚭ NN von Gent (de Gand), Tochter von Gilbert und Alice de Montfort-sur-Risle, Herrin von Montfort-sur-Risle
      1. Yves und 1 oder 2 Brüder, † ertrunken 25. November 1120 vor Barfleur (White Ship)

    5. Albéric, 1088 bezeugt, nimmt 1096 das Kreuz
    6. Adeline; ⚭ Roher, Herr von Ivry, Mundschenk (Pincerna) des Königs von England, 1068 bezeugt, † nach 24. April 1089, gründet die Abtei Ivry-la-Ballule (Haus Ivry)
    7. Rochesis; ⚭ Robert II. de Courcy, 1088/1108 bezeugt (Haus Courcy)
    8. Mathilda († in Jaffa als Witwe); ⚭ Hugues, Herr von Montpinchon, Seneschall der Normandie, 1082/1102 bezeugt, † in Rouen, begraben in Saint-Évroult
    9. Agnes; ⚭ vor 1098 Guillaume de Say, 1113-nach 1123 bezeugt

  2. Robert († 13. Dezember 1082 in Sant'Eufemia, Kalabrien) 1050 Mitbegründer von Saint-Évroult, Prior, dann 1059 Abt von Saint-Evroult, 1061 Abt von S. Maria di Sant'Eufemia
  3. Ernault, um 1050 bezeugt, geht nach Italien
  4. Adelise; ⚭ Onfroy de Tilleul, † wohl nach 1068/69, Sohn von Amfrid
    1. Arnaud de Tilleul, † wohl nach 1090/95, als Heranwachsender bereits Mönch in Saint-Évroult, lebte dort fast 50 Jahre lang
    2. Robert of Rhuddlan, * wohl vor 1046/48, X in der Schlacht am Berg Hormaheva wohl 1087, bestattet in Saint-Évroult
      1. William of Rhuddlan, † ertrunken 25. November 1120 beim Untergang des White Ship

    3. Roger, Mönch in Saint-Évroult

  5. 2 Töchter